# Manuel Rodrigues (futebolista)
Manuel Rodrigues de nome completo Manuel de Sousa Rodrigues (Lisboa, 29 de Outubro de 1942) foi um antigo jogador de futebol da selecção portuguesa. Jogava na posição de defesa.
Representou o Belenenses. Na selecção nacional alcançou três internacionalizações num curto espaço de tempo e efectuando três encontros consecutivos da fase de apuramento para o Campeonato da Europa de 1968. Estreou-se a 12 de Novembro de 1967, no Porto, contra a Noruega (vitória por 2-1) e despediu-se no dia 17 do mês seguinte, em Lisboa, com a Bulgária (0-0).